# Аркае
Аркае (фр. Arcahaie, гаит. креол. Lakayè) — коммуна в центральной части Гаити, на территории округа Аркае Западного департамента.
Административно разделен на 7 районов. На северо-западе Аркае на берегу залива Гонав имеется морской порт.
Расположен на одноименной равнине у подножия горного хребта Мате в 32 км к северо-западу от столицы Порт-о-Пренс.
Население по состоянию на март 2015 год составляло 130 306 человек.

## История
Основан на месте индейского поселении Кайаха (Kayaha).
Основой экономики Аркае ныне является сельское хозяйство. Здесь выращивают сахарный тростник, бананы , табак, лимоны и кофе. Имеется производство по промышленной переработке извести и сахара.